# Kuban kosakker
Kuban kosakker (russisk: Кубанские казаки) er en sovjetisk film fra 1949 af Ivan Pyrjev.

## Medvirkende
- Marina Ladynina som Galina
- Sergej Lukjanov som Gordej Voron
- Vladimir Volodin som Anton Mudretsov
- Jurij Ljubimov som Andrey
- Aleksandr Khvylja som Denis Stepanovitj